# Попытка государственного переворота в Перу (2022)
7 декабря 2022 года президент Перу Педро Кастильо распустил Конгресс Перу после попытки импичмента со стороны законодательного органа (после того, как парламентарии в третий раз вынесли на рассмотрение обсуждение возможности отстранения его от власти в связи с обвинениями в коррупции), немедленно ввёл комендантский час, сформировал чрезвычайное правительство и созвал учредительное собрание. Президент заявил, что Конгресс безосновательно обвинил его в совершении преступлений, «подорвав таким образом основы правового государства, демократии и расстановки сил между законодательной и исполнительной ветвями власти». Он призвал как можно скорее провести выборы для того, чтобы определить новый состав парламента и в девятимесячный срок выработать новую конституцию.
Этот акт был признан оппозиционными перуанскими СМИ и политиками государственным переворотом, а некоторые сравнили его с действиями Альберто Фухимори во время перуанского государственного переворота 1992 года. Члены правительства президента Кастильо ушли в отставку со своих постов вскоре после его объявления о роспуске конгресса, при этом вооруженные силы Перу также отвергли действия президента.
Кастильо был подвергнут импичменту в тот же день и перестал быть президентом после того, как Конституционный суд Перу отклонил его роспуск конгресса, а затем был задержан.
Власть перешла к вице-президенту Дине Болуарте.

## Последующие события
После отстранения и ареста президента Педро Кастильо в Перу начались массовые протесты. Демонстранты требовали немедленного проведения всеобщих выборов. В ходе столкновений с полицией погибли двое подростков. В аэропорту Андауайлас на юге Перу протестующие подожгли зал передатчиков и топливное хранилище, а также взяли в заложники 50 сотрудников. В некоторых районах власти ввели чрезвычайное положение. Болуарте, изначально планировавшая находиться у власти до окончания срока предшественника в июле 2026 года, теперь предложила провести всеобщие президентские выборы в апреле 2024 года.
По данным на 12 декабря 2022 года, в ходе протестов погибли по меньшей мере 7 человек, 119 полицейских получили различные травмы. Все учебные заведения, как средние, так и высшие, приостановили занятия, медицинские учреждения получили предупреждение о «жёлтом» уровне опасности.
В результате действий протестующих была прекращена работа международного аэропорта в городе Куско.
Начиная с четверга 15 декабря из-за продолжающихся протестов в стране введено чрезвычайное положение сроком на 30 дней.

15 декабря столкновения в Аякучо привели к гибели семи человек и ранению 52.

Стороны конфликта
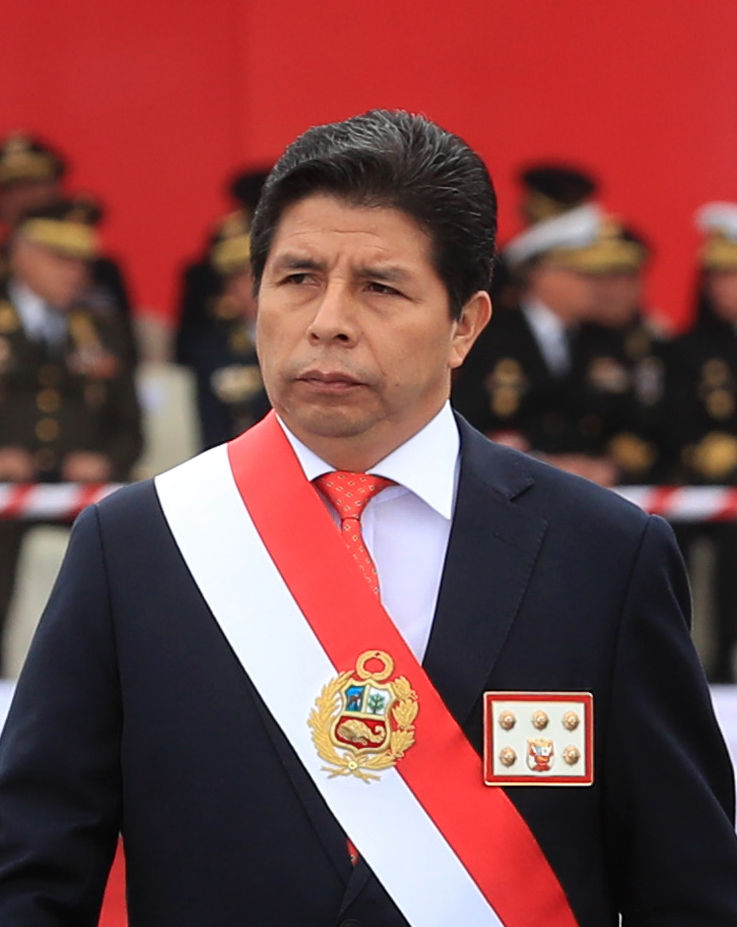
Арестованный Педро Кастильо
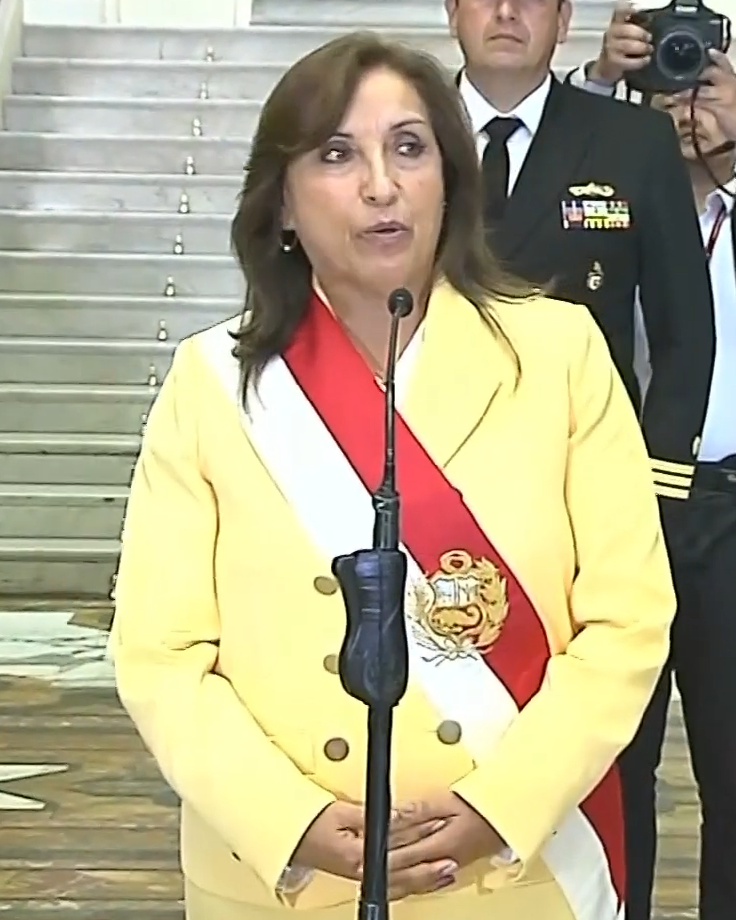
Новый президент Перу Дина Болуарте